# Neundorf (Aurachtal)
Neundorf ist ein Gemeindeteil der Gemeinde Aurachtal im Landkreis Erlangen-Höchstadt (Mittelfranken, Bayern). Die Gemarkung Neundorf hat eine Fläche von 3,593 km². Sie ist in 470 Flurstücke aufgeteilt, die eine durchschnittliche Flurstücksfläche von 7645,53 m² haben.

## Geografie
Das Dorf liegt in Tallage an der Mittleren Aurach und ist von Acker- und Grünland mit vereinzeltem Baumbestand umgeben. Unmittelbar westlich des Ortes mündet der Käsergraben als linker Zufluss in die Mittlere Aurach. Im Norden liegt das Straßfeld, im Westen der Galgenberg, im Süden der Steinbuck, im Südosten der Kühberg und im Osten die Eisgruben. Die Staatsstraße 2244 verläuft nach Oberniederndorf (1,5 km südwestlich) bzw. nach Münchaurach (1 km nordöstlich).

## Geschichte
Der Ort wurde 1341 erstmals urkundlich erwähnt. Laut dieser Urkunde übertrug Hermann von Aufseß dem Bamberger Stift St. Gangolf eine Hufe des Ortes.
Gegen Ende des 18. Jahrhunderts gab es in Neundorf 27 Anwesen. Das Hochgericht übte das brandenburg-bayreuthische Fraischvogteiamt Emskirchen-Hagenbüchach aus. Die Dorf- und Gemeindeherrschaft hatte das brandenburg-bayreuthische Klosteramt Münchaurach. Alleiniger Grundherr war Brandenburg-Bayreuth (Klosteramt Münchaurach: 1 Mühle, 3 Güter, 1 Köblersgütlein, 1 Haus; Vogtamt Hagenbüchach: 2 Viertelhöfe, 2 Güter, 16 Gütlein, 1 Haus).
Von 1797 bis 1810 unterstand der Ort dem Justizamt Markt Erlbach und Kammeramt Emskirchen. 1810 kam Neundorf an das Königreich Bayern. Im Rahmen des Gemeindeedikts wurde der Ort dem 1811 gebildeten Steuerdistrikt Münchaurach und der 1813 gebildeten Ruralgemeinde Mausdorf zugeordnet. Mit dem Zweiten Gemeindeedikt (1818) entstand die Ruralgemeinde Neundorf. Sie war in Verwaltung und Gerichtsbarkeit dem Landgericht Markt Erlbach zugeordnet und in der Finanzverwaltung dem Rentamt Neustadt an der Aisch. Am 1. April 1836 wurde die Gemeinde dem Landgericht Herzogenaurach zugewiesen, am 1. Oktober 1847 schließlich auch dem Rentamt Herzogenaurach. Ab 1862 gehörte Neundorf zum Bezirksamt Höchstadt an der Aisch (1939 in Landkreis Höchstadt an der Aisch umbenannt) und weiterhin zum Rentamt Herzogenaurach (1919 in Finanzamt Herzogenaurach umbenannt, seit 1929: Finanzamt Erlangen). Die Gerichtsbarkeit blieb beim Landgericht Herzogenaurach (1879 in das Amtsgericht Herzogenaurach umgewandelt), seit 1959 ist das Amtsgericht Erlangen zuständig. Die Gemeinde hatte eine Gebietsfläche von 3,583 km².
Am 1. Mai 1978 wurde Neundorf im Zuge der Gebietsreform in die Gemeinde Aurachtal eingegliedert.

### Baudenkmal
- Aurach-Brücke

### Einwohnerentwicklung
| Jahr      | 1818   | 1840   | 1852   | 1855   | 1861   | 1867   | 1871   | 1875   | 1880   | 1885   | 1890   | 1895   | 1900   | 1905   | 1910   | 1919   | 1925   | 1933   | 1939   | 1946   | 1950   | 1952   | 1961   | 1970   | 1987   |
| Einwohner | 160    | 202    | 172    | 195    | 190    | 199    | 202    | 196    | 186    | 167    | 166    | 167    | 168    | 170    | 158    | 136    | 139    | 158    | 151    | 215    | 223    | 210    | 168    | 189    | 167    |
| Häuser    | 32     |        |        |        |        |        | 33     |        |        | 35     | 35     |        | 34     |        |        |        | 30     |        |        |        | 30     |        | 31     |        | 44     |
| Quelle    | [ 14 ] | [ 15 ] | [ 15 ] | [ 15 ] | [ 16 ] | [ 17 ] | [ 18 ] | [ 19 ] | [ 20 ] | [ 21 ] | [ 22 ] | [ 15 ] | [ 23 ] | [ 15 ] | [ 24 ] | [ 15 ] | [ 25 ] | [ 15 ] | [ 15 ] | [ 15 ] | [ 26 ] | [ 15 ] | [ 11 ] | [ 27 ] | [ 28 ] |

## Religion
Der Ort ist seit der Reformation evangelisch-lutherisch geprägt und nach St. Peter und Paul (Münchaurach) gepfarrt. Die Einwohner römisch-katholischer Konfession sind nach St. Magdalena (Herzogenaurach) gepfarrt.